# 日野・プロフィア
プロフィア（PROFIA）は、日野自動車が製造・販売している大型トラックである｡日本国外では「700シリーズ」として販売されている。

## 概要
1992年にスーパードルフィンを11年ぶりにフルモデルチェンジする際に車名にサブネームが付き、スーパードルフィン・プロフィアとなる。その後、2003年にモデルチェンジが行われる。通称グランドプロフィア。

## 歴史

### 初代・スーパードルフィンプロフィア（1992-2003年）

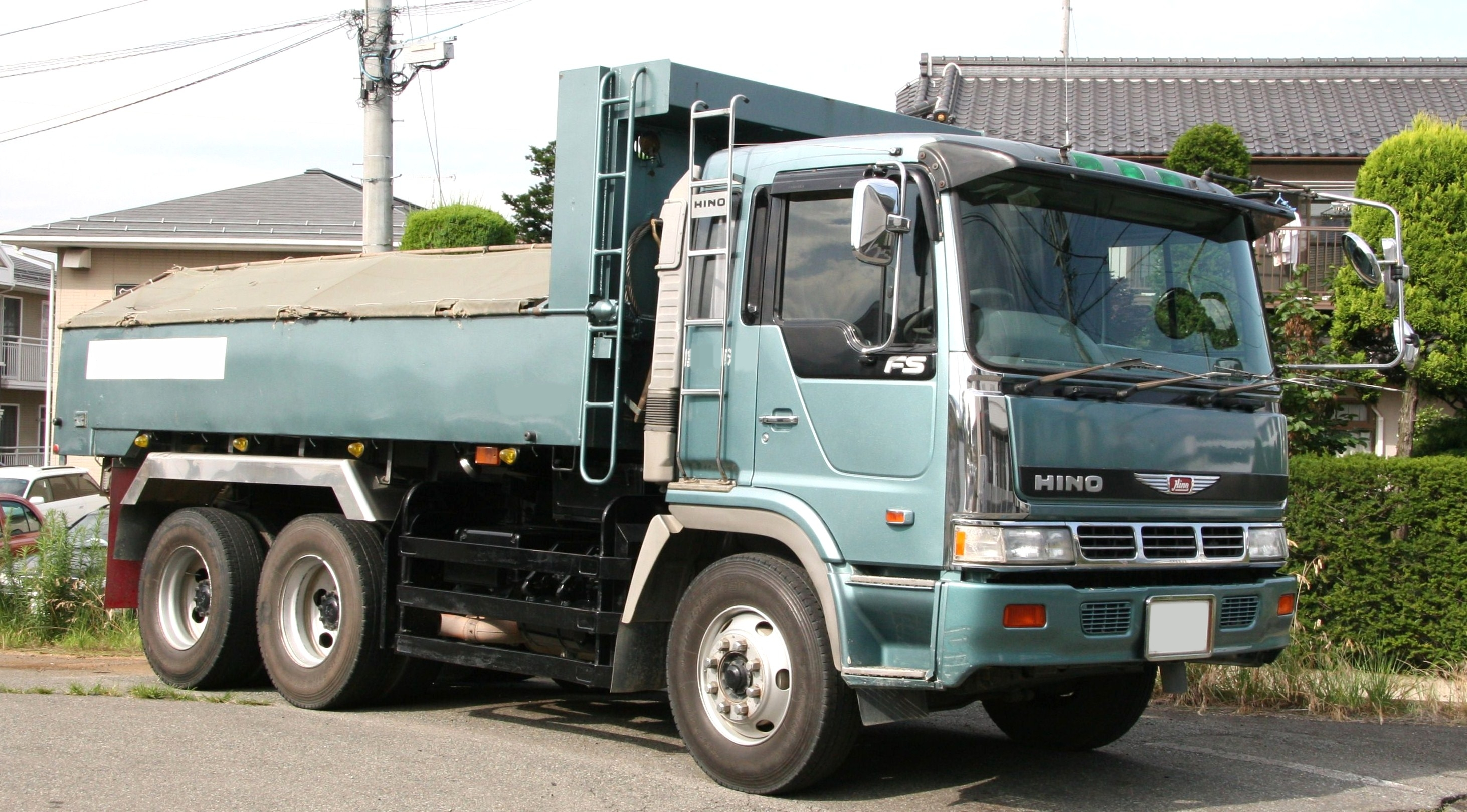
初代プロフィアFS
（前期型、1992年-1994年・U-代）

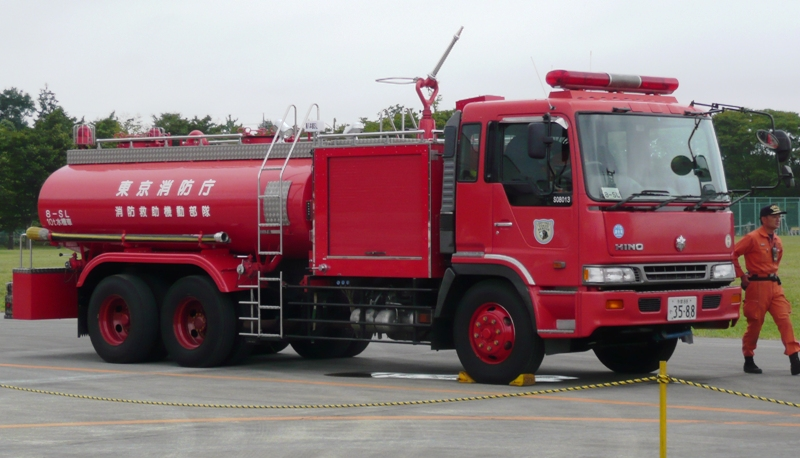
初代プロフィアFR
（中期型、1994年-1998年・KC-代）

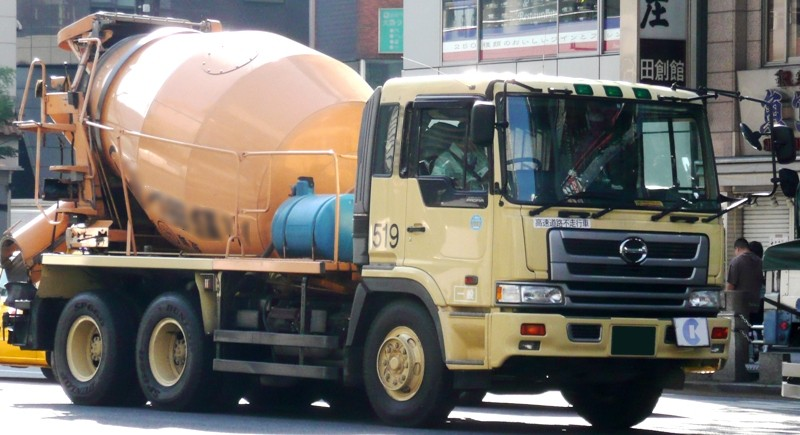
初代プロフィアFS
（最終型、2000年-2003年、通称テラヴィ顔・KL-代）

- 1992年5月スーパードルフィンをモデルチェンジする形で登場。スーパードルフィンとしては2代目に相当する。エクステリア（キャブ）は全体を徹底してフラッシュサーフェイス化され、クルージングレンジャーの流れを汲む丸み帯びたスタイルに一新された。ヘッドライトやドアウインドウ、前面とキャブのドアに装着されるウインカーランプなどは先行登場していたクルージングレンジャーと共通である。

エンジンワンキー操作が標準装備された。エンジンはV8がF20C・F17E・F17D（320-430ps）、直6がP11CとK13C（どちらも300-395ps）・K13Dを搭載。
KF/ZM系後期型のようにヘッドライトとヘッドライトの間に穴が3つ並んだフロントグリルが初期型の特徴である。ウィングマークはやや小型化、フロントグリルの上に控えめに配された。また「HINO」の新しい文字ロゴが付けられた。
自動車用としては非常に珍しい引違い窓のパワーウィンドウが装備されている車両でもあった（両側とも引違い式パワーウィンドウ仕様、運転席側は昇降式・助手席側は引違い式という仕様も存在した）。
キャッチコピーは「輸送文化のフルモデルチェンジ」「物流の21世紀へ」。CMには俳優の役所広司を起用。
- 1992年8月、セミトラクターを追加。初代スーパードルフィンと同じく、トラクターには「トレーラグリル」と呼ばれる大型のグリルがフロントリッドに装着された。

- 1994年、マイナーチェンジ。Lシリーズ（GVW22t・25t）を追加。平成6年排出ガス規制適合。ウイングマークが廃止され、HINOエンブレムとHマークの新しいエンブレムが装着されたほか、フロントグリルも変更される。ドアの表記が車系名（FS、FRなど）から車種名（「SUPER DOLPHIN PROFIA」）に変更された。エンジンは、KC規制から、特にV型エンジンシリーズが、340PSのF17Eから355PSのF20C、370PS、380PSのF20Cから390PSのF21C、410PSのV22Dから430PSのF21C(V10からV8)、V25CからV26Cへ変更。ヘッドライト奥側（中心より）が前期型より丸みを帯びている。この変化はクルージングレンジャーがマイナーチェンジしてライジングレンジャーになったときもみられた。また、このあたりからテールランプがイチコー製から日本の他3社のトラックと同様の小糸製に変更されている。

- 1998年、マイナーチェンジ。単車はフロントリッドに専用グリルが装着され、Hマークの装着部分がブラックアウトされ、ABSエンブレムが付いた。HINOの文字エンブレムは廃止。この変化はライジングレンジャーがマイナーチェンジしてスペースレンジャーになったときもみられた（スペースレンジャーにはABSエンブレムは付かない）。ディスチャージヘッドランプの設定、運転席エアバッグ、ABSが全車に標準装備されたほか、バンパーにフォグランプが付いたのも特徴の一つである。

セミトラクターについてはこの時デザインの変更は行わず、ABSエンブレムとフォグランプが追加されただけで中期型とほぼ同じまま生産された。車両総重量22t・25tの車種については「テラヴィ」のサブネームがついた。キャッチコピーは「20tを越えたら、テラヴィ」。K13Cエンジンにコモンレール噴射システムを採用。また、低床4軸車のFWは第1軸のタイヤをすべて第2軸以降の19.5インチに統一し、第1軸の位置を前1軸の高床車と同じ位置に前進した。
- 2000年、マイナーチェンジ。通称テラヴィ顔。フロントリッドのグリルが2段になり、エアダム付きの大型フロントバンパーのみ新しいデザインに変わった。フェイスデザインはカーゴ・特装・セミトラクター共通になった。専用フロントバンパーに収まるウインカー/フォグのコンビランプはいすゞ・ギガのフロントウインカーを元にフォグランプを足したものである。そのため外形は同じである。[1]平成11年排出ガス規制適合、ドアハンドルを金属製から樹脂製に変更、機械式ATのプロシフトが設定された。ダンプやミキサー車などに多いエアダムなしの小型タイプのバンパーはフォグが内蔵された1998年〜2000年式用を流用。また、セミトラクターはシャーシ補機類が変わり、角マフラーと3連エアタンクが付くようになった。このときからトラクターにはハイルーフが標準装備になっている（トラクターでロールーフはオプションに変更された）。

- 2000年10月、第34回東京モーターショーにASV-2出品。

- 2002年一部改良、平成14年騒音規制に適合させセミトラクター以外からV型エンジンを廃止。速度表示灯も廃止された。
- 2002年10月、第36回東京モーターショーにプロフィアトラクターASV出品。

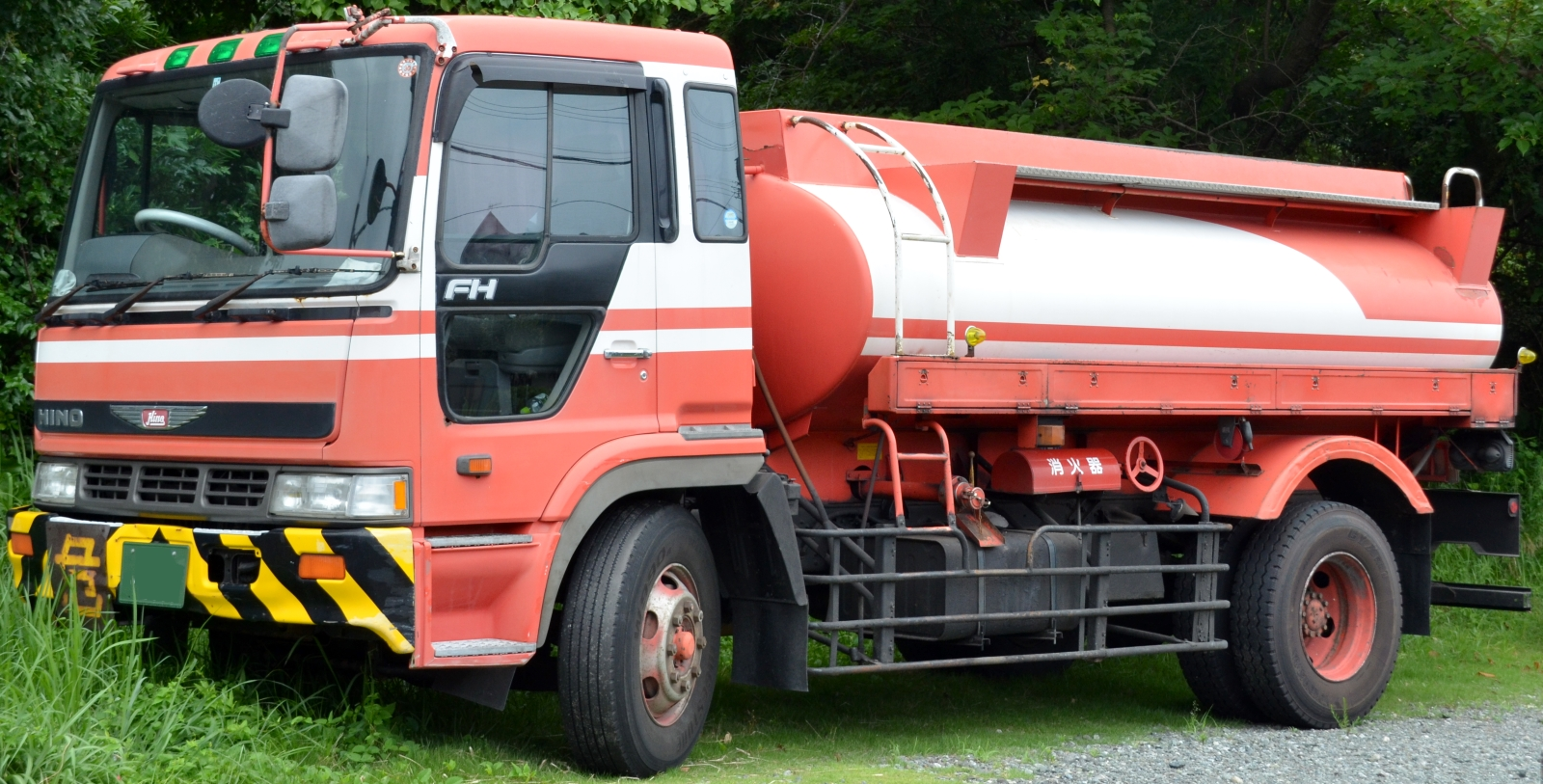
初代プロフィアFH 前期型
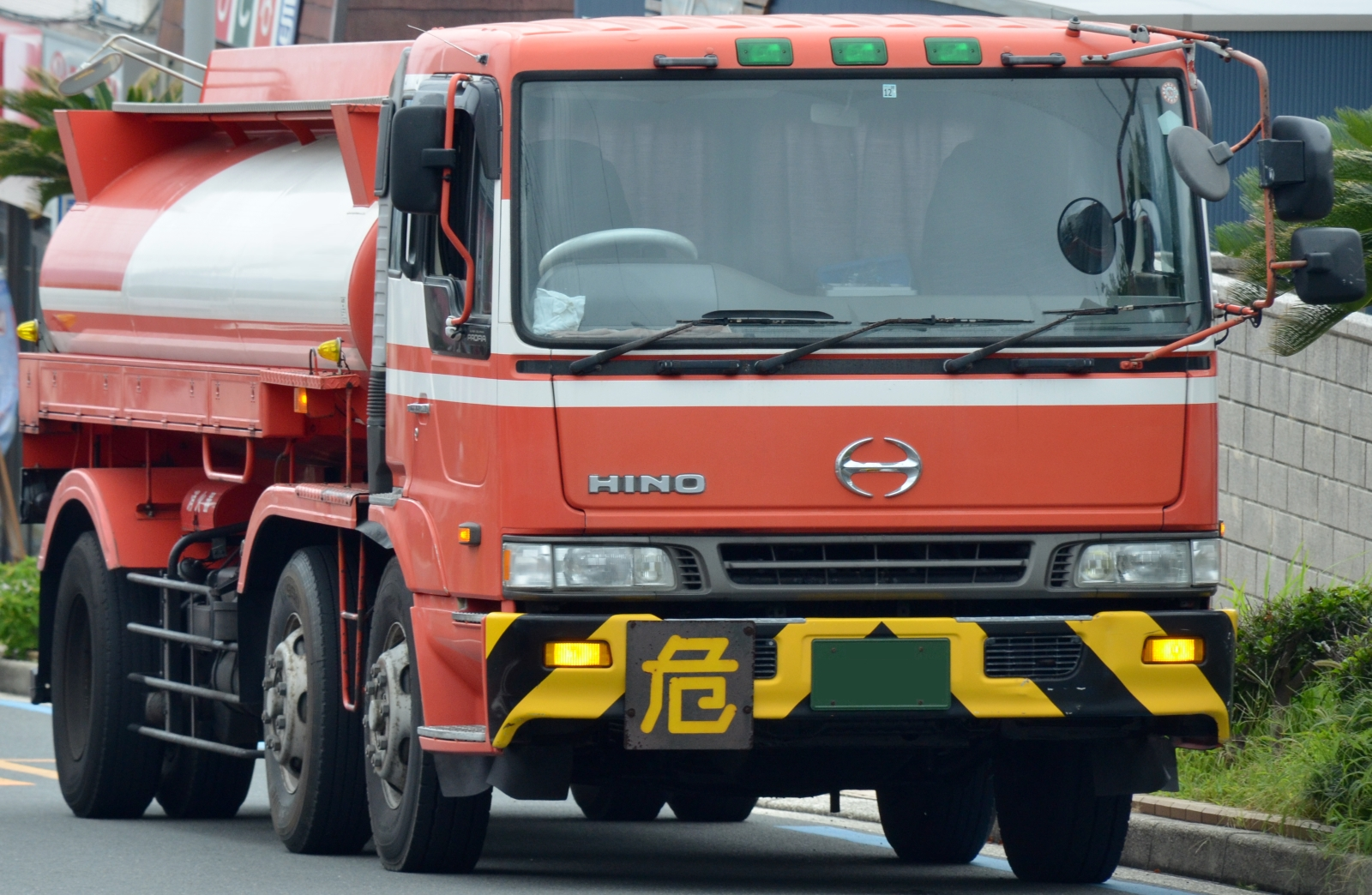
初代プロフィアGN 中期型
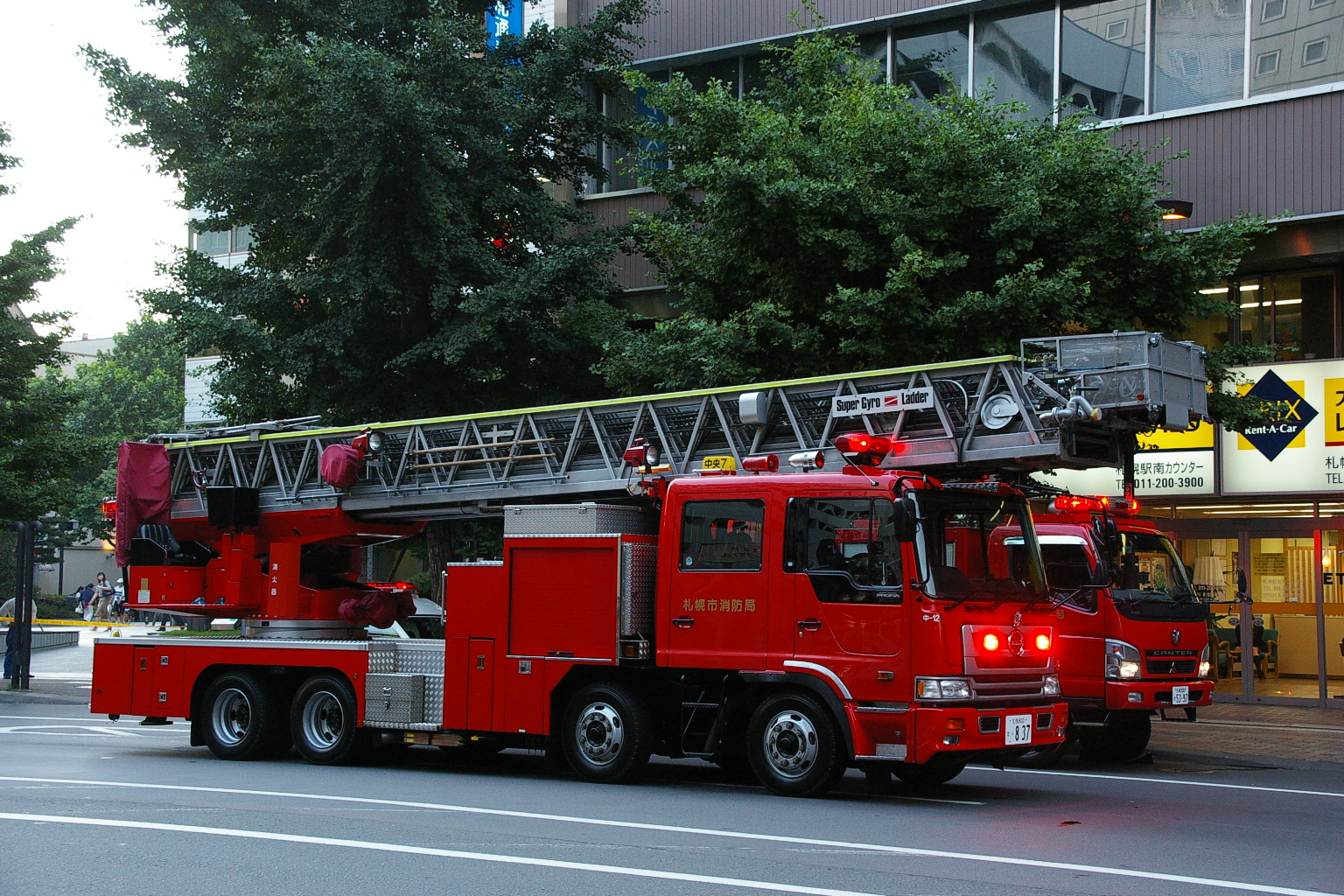
初代プロフィアFW 最終型50m級はしご車
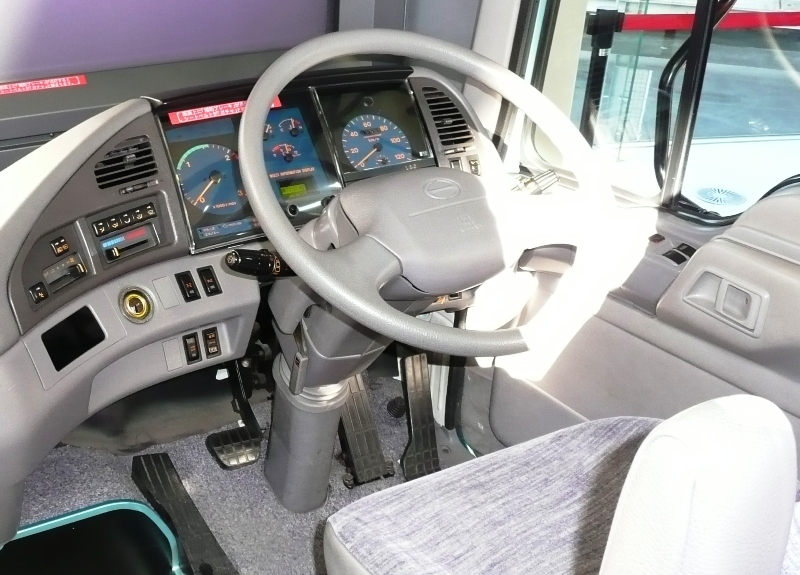
車内（1998年型）

なお、このモデルは車名が長いので単にプロフィアの名前で呼ばれることが多い。

### 2代目・プロフィア（セミトラクター・構内専用車両以外：2003年-2017年、セミトラクター：2003年-2018年、構内専用車両：2003年-）

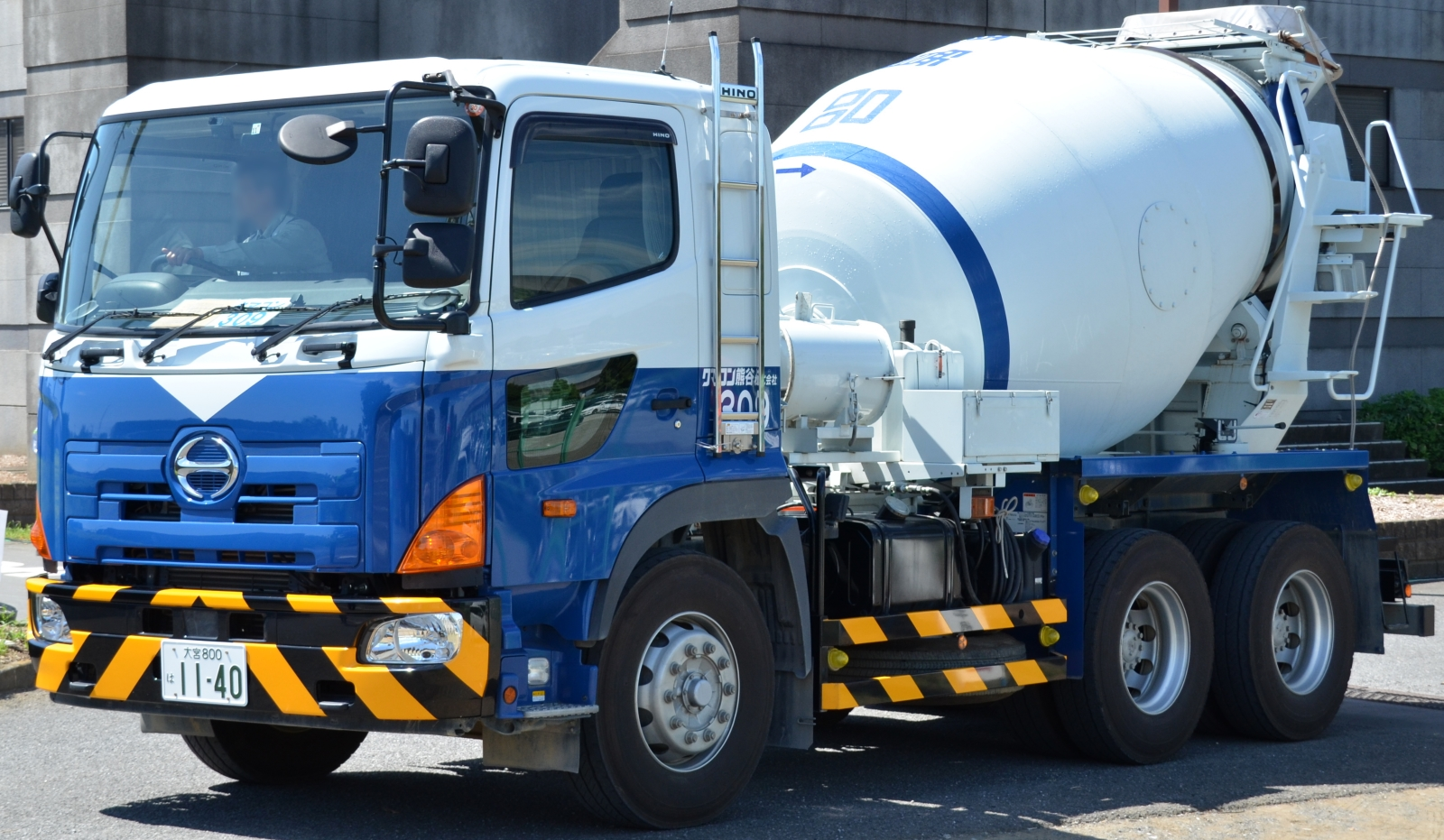
2代目プロフィアFS(ローマウントキャブ仕様)
ミキサー

2003年10月､11年半ぶりのフルモデルチェンジを機に、従来はサブネームであったが､今回から単にプロフィアとした。スーパードルフィンから通算すると3代目に当たる。エンジンは新短期排出ガス規制に適合し、トラクター系を含めて全車直6インタークーラー付ターボとなった。メーカーオプションでDPRを装着した車両については超低PM排出ディーゼル車認定制度85%低減レベル（★4つ,PK-規制）を取得した。アクセル/ブレーキペダルはオルガン式から乗用車で一般的な吊り下げ式となった。また、テールランプの配列が変わり、3連タイプは外側より橙・赤・赤となった（以前は赤・橙・赤だった）。セミトラクターなど、2連タイプのテールランプを装着する車種は従来の配列のままである（外側より赤・橙）。基本的に全車ハイマウントキャブを装備しており、デザインもそれを前提としたものになっている。但し、タンクローリーや消防車、キャブ全高の低さが要求されるカーキャリア向けにバンパー上のスペーサーやドア下のフェンダーを省略することでローマウントキャブにできる構造になっている。ハイマウントキャブの採用は、1970年代に生産されたHE/HH系セミトラクター以来となる。
運転席シートは3種類あり、車型により標準シート、エアサスシートのほか、ドイツISRINGHAUSEN社の高機能シート（タチエスによるライセンス生産品）を選ぶこともできた。
- 2004年10月、第38回東京モーターショーにASVトラクタ出品。
- 2005年12月、平成17年排出ガス規制（新長期排出ガス規制）に適合させ発売（E13Cエンジン車）
- 2006年1月、世界初の大型トラック用 追突被害軽減ブレーキシステムを一部車型に追加搭載
- 2006年6月、一部車型で平成27年度重量車燃費基準達成車両を発売。
- 2007年4月、P11C型エンジン搭載車のエンジンを新開発のA09C型エンジンに変更し平成17年排出ガス規制に完全対応する。また、トラクター系にはVSC（電子式車両姿勢制御システム）をメーカーオプション設定した。
- 2007年10月、第40回東京モーターショーにASVトラクター出品。
- 2010年4月、平成21年（ポスト新長期）排出ガス規制に適合。DPRと尿素SCRシステムを組み合わせたクリーンディーゼルシステム「AIR LOOP」を導入。システムは右側前輪後部に収められる。併せて、ホイールが従来のJIS方式に代わり、ISO方式のホイールに変更（22.5インチホイールは10穴タイプ。19.5インチホイールは8穴タイプ）となった。また、追突被害軽減ブレーキシステム、車両ふらつき警報、VSC（横滑り防止装置）、運転席側アンダーミラーが全車標準装備となった。
- 2014年4月、エンジン制御の改良、Proshift12搭載車では慣性走行機能「E-COAST（イーコースト）」の追加などにより、一部の車型を除き「平成27年度燃費基準値＋5%達成車」となった。また、安全装備の機能充実では、プリクラッシュセーフティの先行車に対する追突回避支援機能の追加、車線逸脱警報装置の精度向上（標準装備化）、ドライバーモニター〈閉眼や顔の向きを検知して警報〉の精度向上（標準装備化）[2]、トレーラーの傾きを計測する左右バランスモニターの設定（海コン用標準装備）、Proshift12のオートシフトダウン機能向上といった改良がされた。

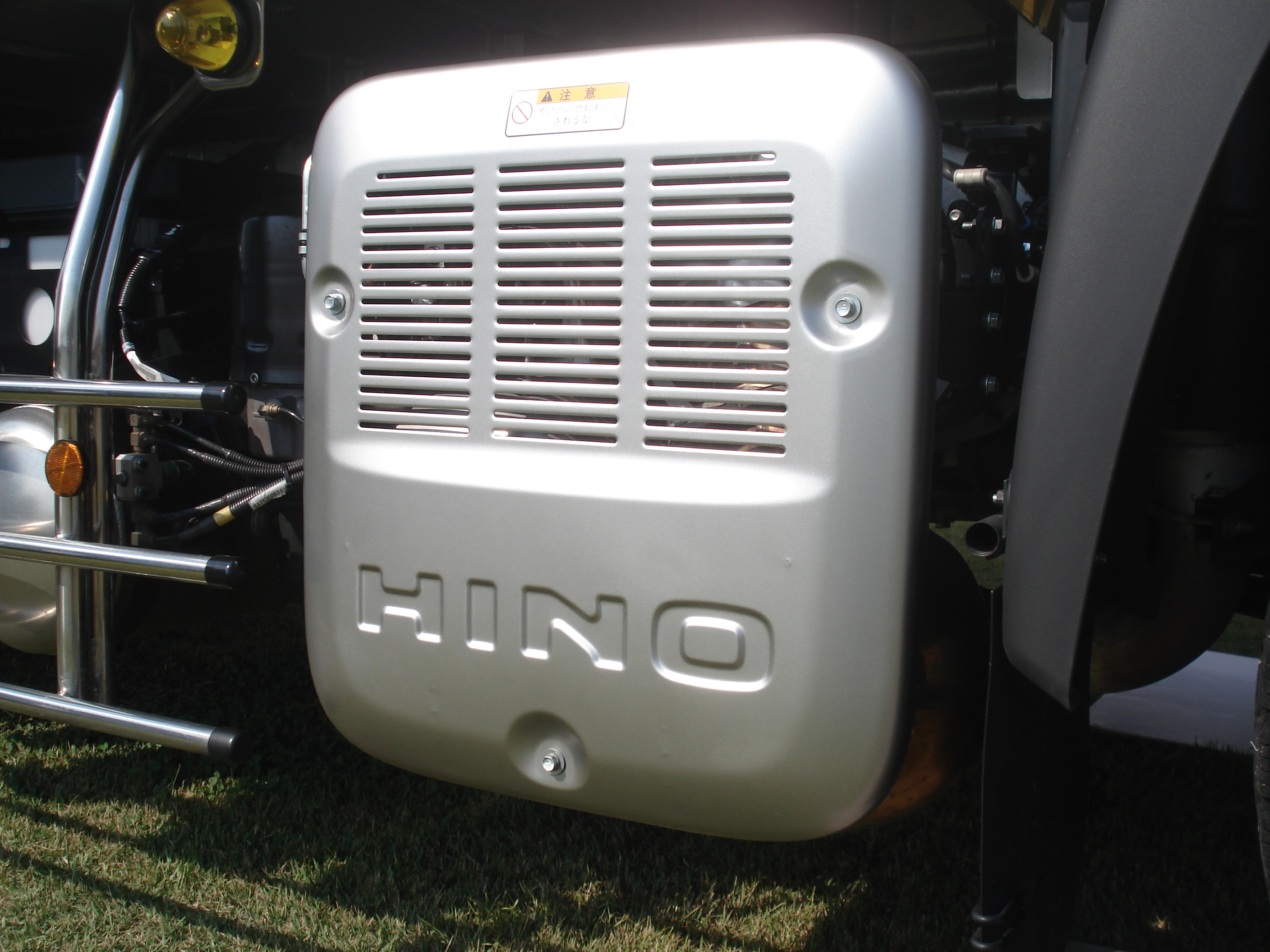
尿素SCRシステム（マフラーカバー）

- 2015年1月、東京オートサロンに出品される。[3]2月には大阪オートメッセにも出品され、デュトロXと併せて展示された。（2016年・2017年も両イベントに出品）
- 2015年10月、第44回東京モーターショーにプロフィアハイブリッド出品。

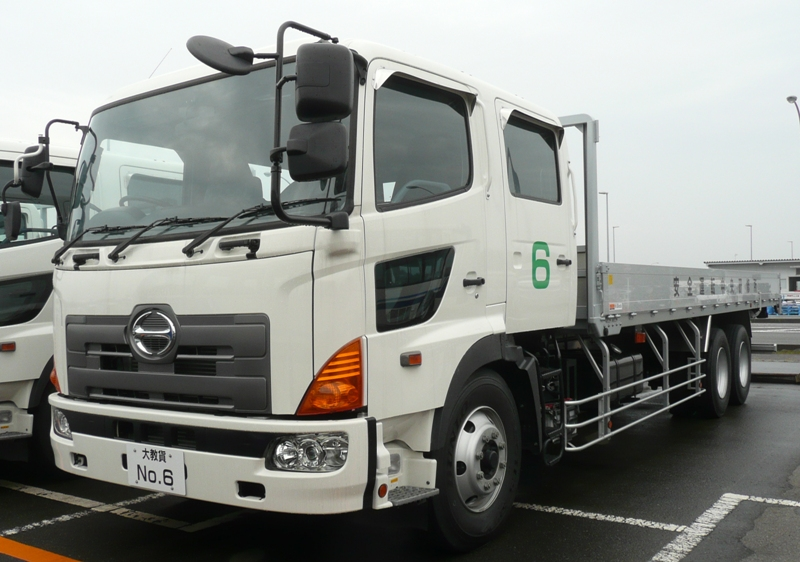
2代目プロフィアFR ダブルキャブ
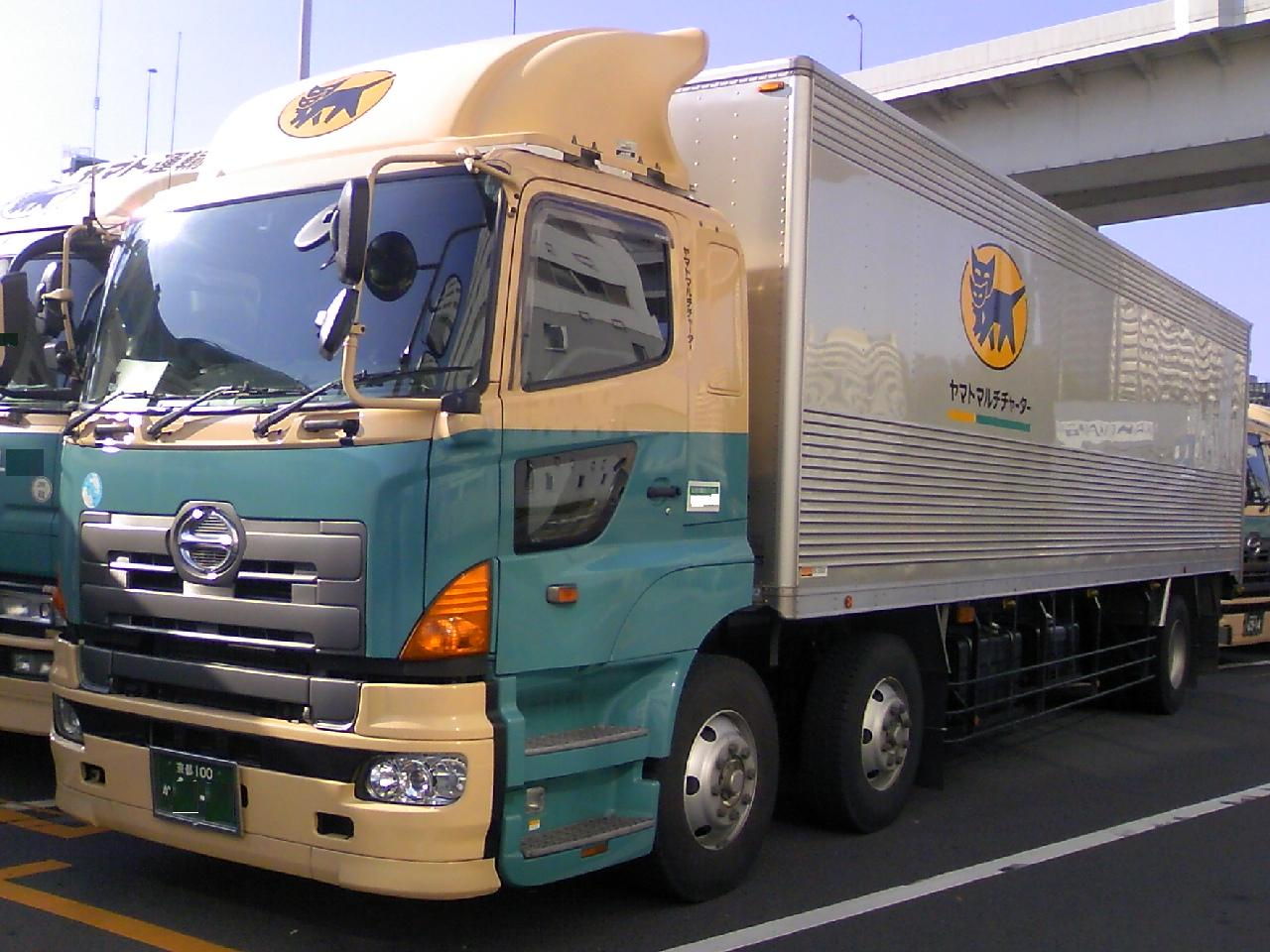
2代目プロフィアFN
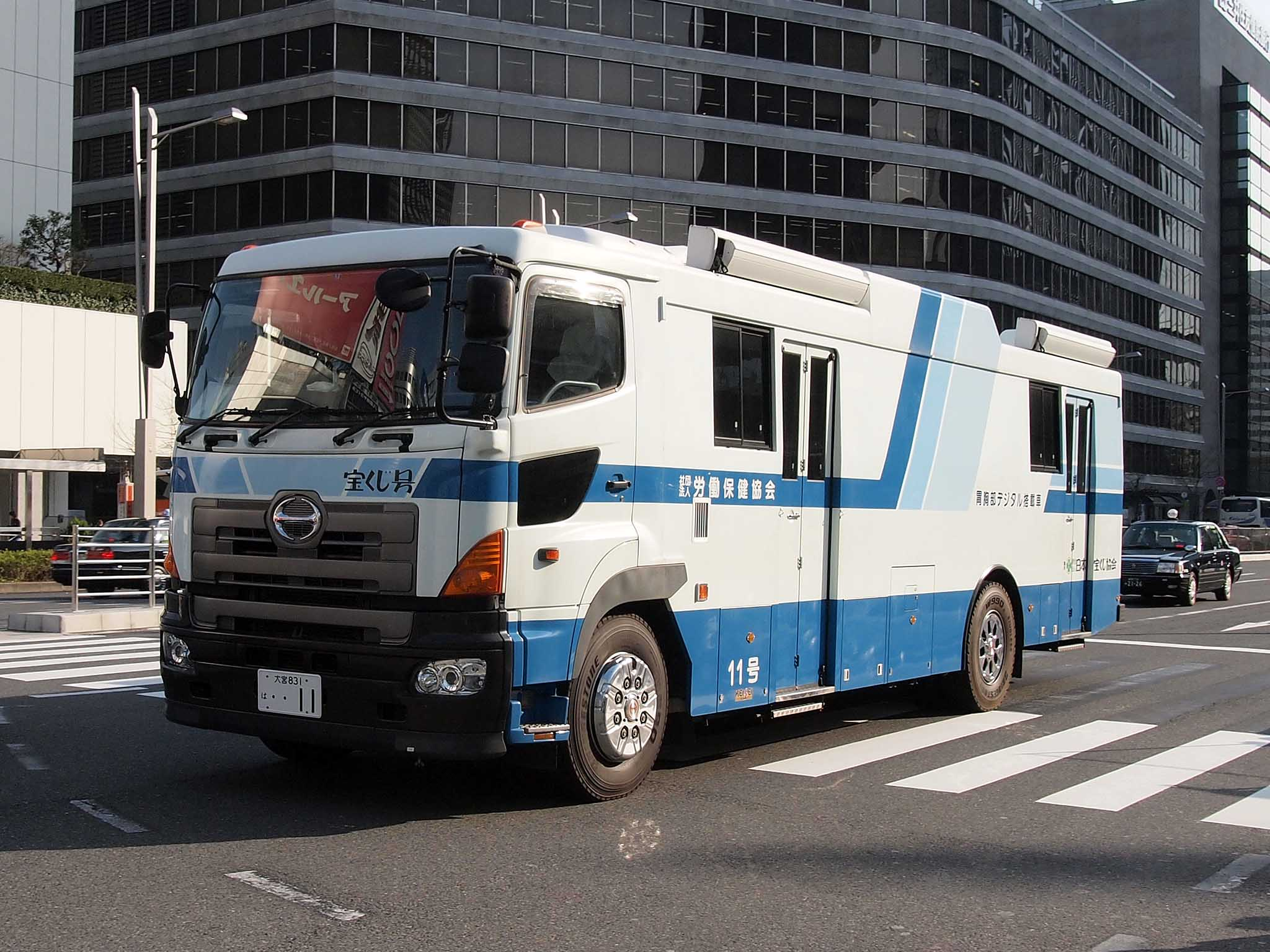
2代目プロフィアFH 検診車
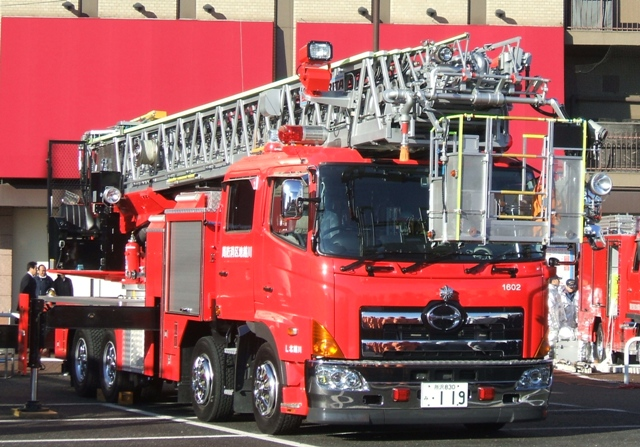
2代目プロフィアFW 消防車
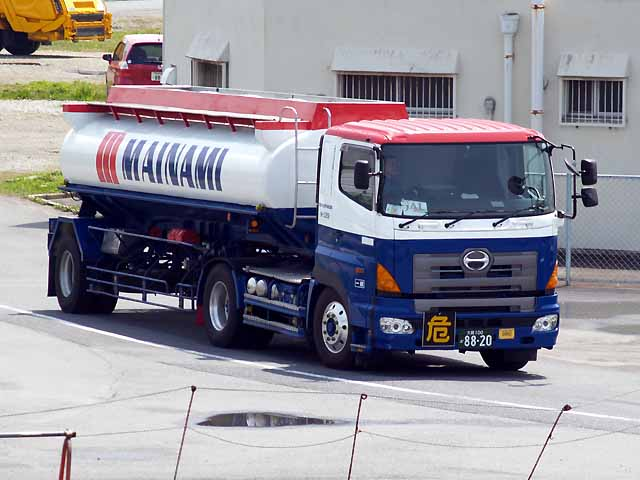
2代目プロフィアSH セミトラクター
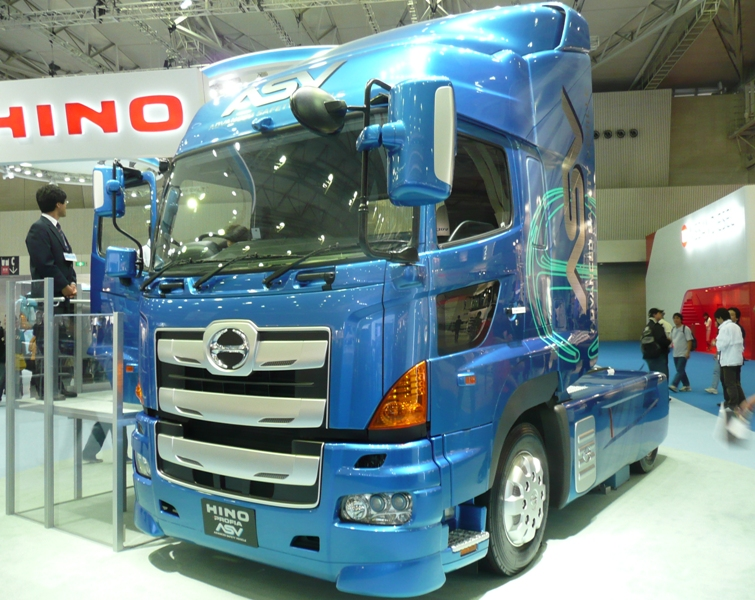
プロフィアASV（2007年型）
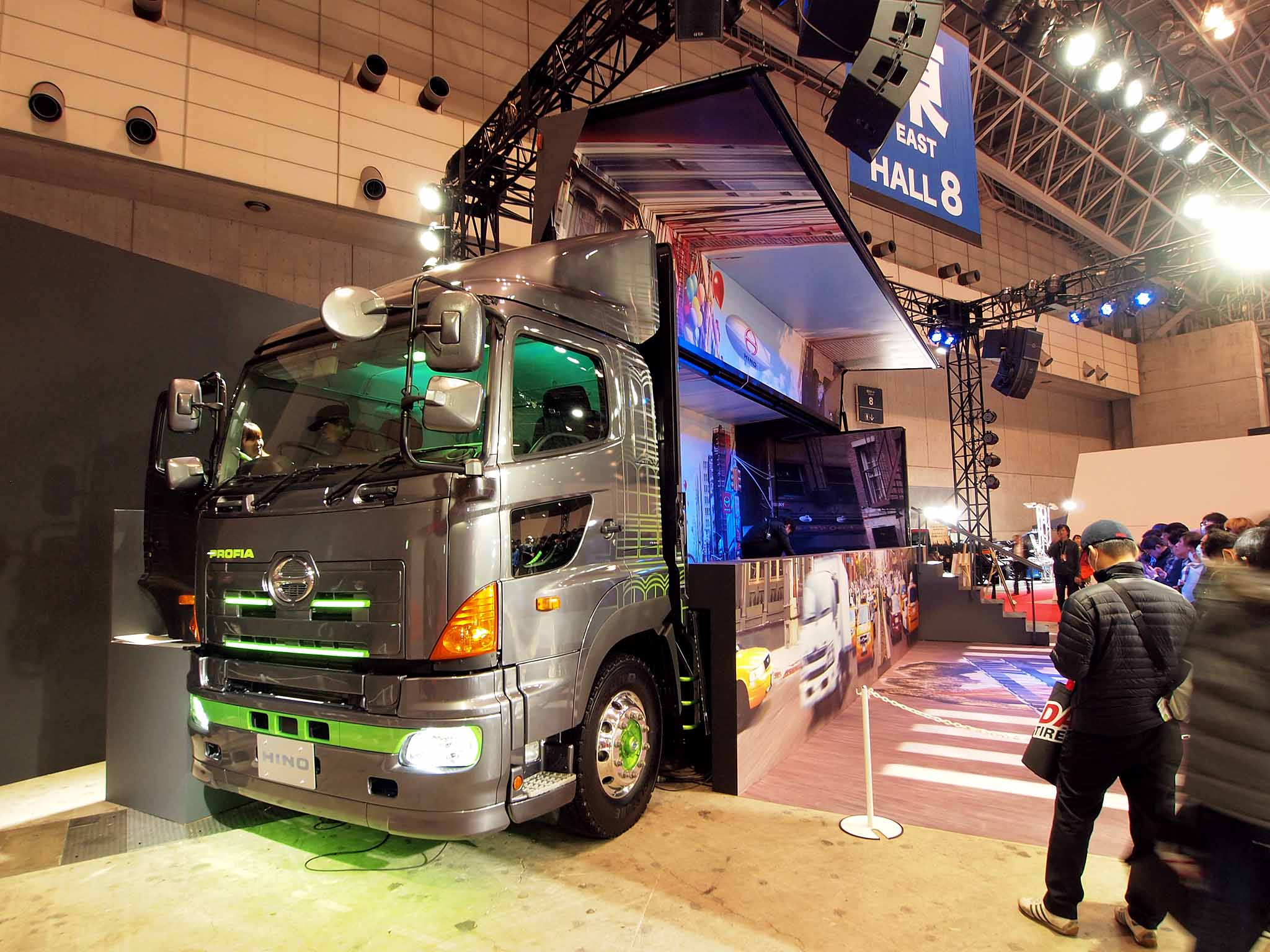
東京オートサロン2015出品車（2011年型）
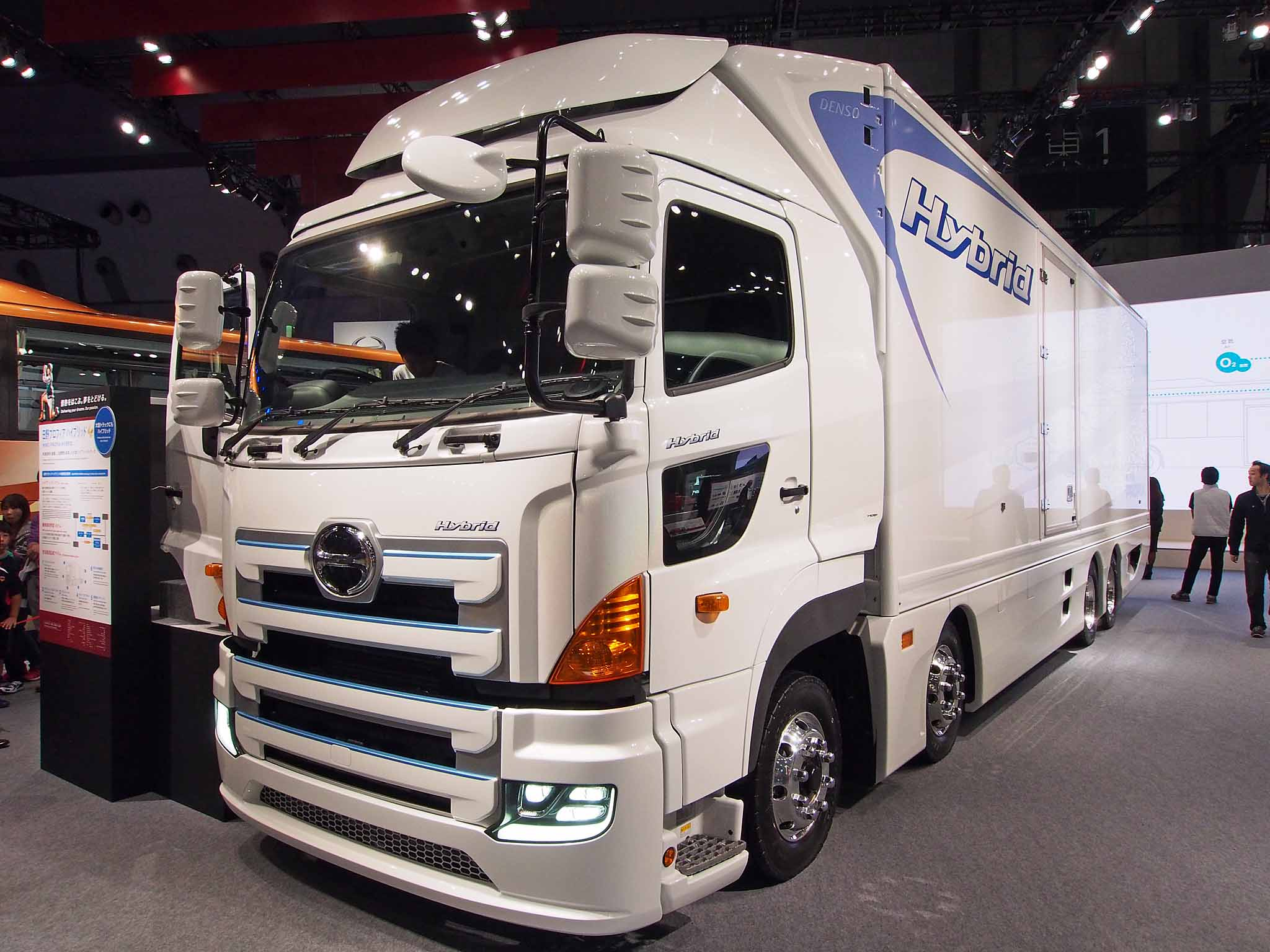
プロフィアハイブリッド

### 3代目・プロフィア（除雪車・構内専用車両以外：2017年-、セミトラクター：2018年-）

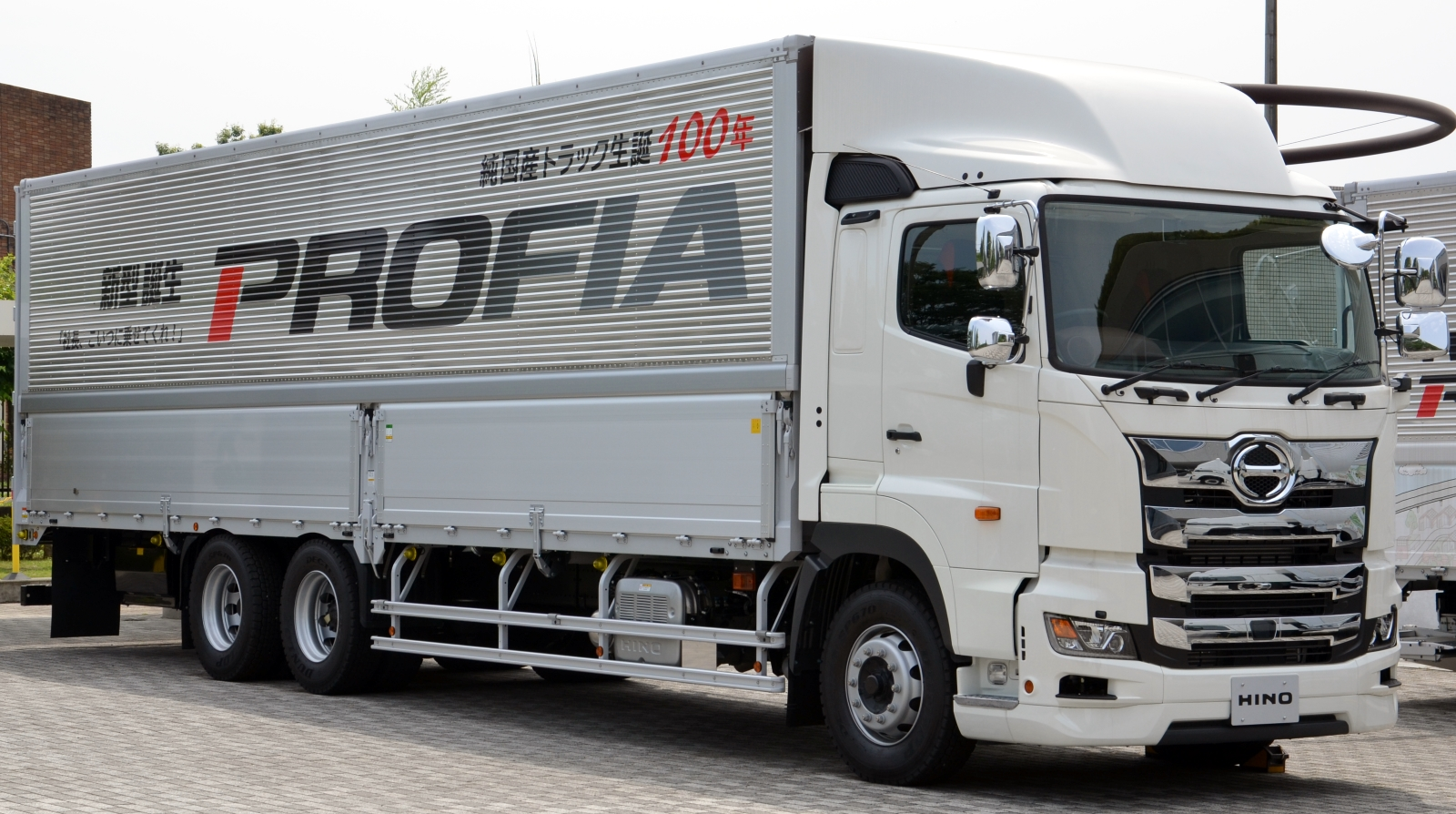
3代目プロフィアFR

2017年4月5日、セミトラクター、および構内専用車両、除雪車（初代UD・クオンのOEM）を除き13年6か月ぶりにフルモデルチェンジ（同年5月22日販売開始）。初代スーパードルフィンから通算すると4代目に当たる。キャッチコピーは「人を思う、次の100年へ。」でCMキャラクターには俳優の猪塚健太が起用されている。エンジンは平成28年排出ガス規制に適合し、一部の車型ではエンジンがE13C型エンジンからA09C型エンジンへ変更され、GVW23t以下のカーゴ系と、FSのミキサー車は全車A09C型エンジンとなった。Proshift12搭載車はセレクターがダイヤル式に変更された（コラムセレクターとの併用）。安全装備の機能充実も図られ、プリクラッシュセーフティの停止車両や歩行者も検知する機能も追加された。通信により車両情報を日野に送るICTサービス機能を装備している。
2017年10月4日、2017年度グッドデザイン賞を受賞し、グッドデザイン・ベスト100にも選出。同年11月1日には2017年度グッドデザイン金賞も受賞。
2018年1月12日、東京オートサロンに出品される（2019年も出品）。
2018年5月31日、セミトラクターをフルモデルチェンジ（同年7月10日販売開始）。セミトラクターには作業用トレーラブレーキが全車標準装備される他、単車系と同様、ICTサービス機能も装備され、ユーザー向け通知機能やウェブ閲覧機能を備える「HINO CONNECT」にも対応している。同時に単車系もマイナーチェンジされ、従来のスキャニングクルーズIIに渋滞追従機能を追加したスキャニングクルーズIIIが設定された。単車系は380ps以上のProshift12搭載車に、セミトラクターは410ps以上のProshift12搭載車にそれぞれスキャニングクルーズIIIが標準装備される。なお、前述以外の車型は従来通りスキャニングクルーズIIが装備される。
2019年3月29日、マイナーチェンジ（同年4月1日販売開始）。安全装備の機能充実が図られ、可変配光型LEDヘッドランプ・オートヘッドランプを単車系・セミトラクターの全車型に標準装備した。ドライバーモニターは取付位置が変更されたと同時に、サングラスやマスク着用時並びに運転姿勢が崩れた際にも検知するなどの精度向上が図られてドライバーモニターIIとなった他、ドライバーモニターII・右左折時警報システムであるサイトアラウンドモニター・ハンズフリー機能付Bluetooth搭載オーディオを単車系の全車型に標準装備した他、単車系は2019年9月1日から搭載が義務化される車載式故障診断装置（J-OBDⅡ）にも対応している。
2019年5月28日、ハイブリッドとハイブリッド冷凍車であるCOOL Hybridを追加（発売は6月18日）。ハイブリッド車はロケーターECUに内蔵された標高・勾配・位置情報を100km先のルート情報を先読みしながら、AIがそれを元に走行負荷に応じたシナリオを作成し、10kmごとに補正しながらハイブリッドシステムを制御するという勾配先読みハイブリッド制御を採用。COOL Hybridは、回生・発電で得られた電力をハイブリッド用バッテリーに蓄え、冷凍機用電動コンプレッサーにも使用。COOL Hybridの冷凍機メーカーは、デンソー製と三菱重工サーマルシステムズ製が設定される。
2020年3月23日、トヨタ自動車と共同でプロフィアFRをベースにした燃料電池トラックの開発を表明。
2020年4月6日、セミトラクターをマイナーチェンジ（同年5月1日販売開始）。単車系同様に安全装備の機能充実が図られ、ドライバーモニターII・サイトアラウンドモニター・ハンズフリー機能付Bluetooth搭載オーディオを全車型に標準装備し、車載式故障診断装置（J-OBDⅡ）にも対応した。同時に、タイヤ空気圧モニタリングシステムを単車系・セミトラクターにオプション設定した。
2022年3月4日、エンジン不正問題により出荷停止。
2022年3月29日、同一のエンジンを搭載するセレガ（スーパーハイデッカ、ハイデッカ）と共に国土交通省から型式指定の取消処分を受ける。
2023年1月31日、国土交通省から再申請していた型式指定を指定され、2月中旬から出荷開始予定であることを公表。
2023年5月より燃料電池トラック「プロフィアZ FCV」の実証運行を開始。アサヒグループジャパン、NEXT Logistics Japan（運行はエービーカーゴ東日本に委託）、ヤマト運輸、西濃運輸に貸与して行われる。
2023年10月26日、JAPAN MOBILITY SHOWにプロフィアZ FCVを出品。

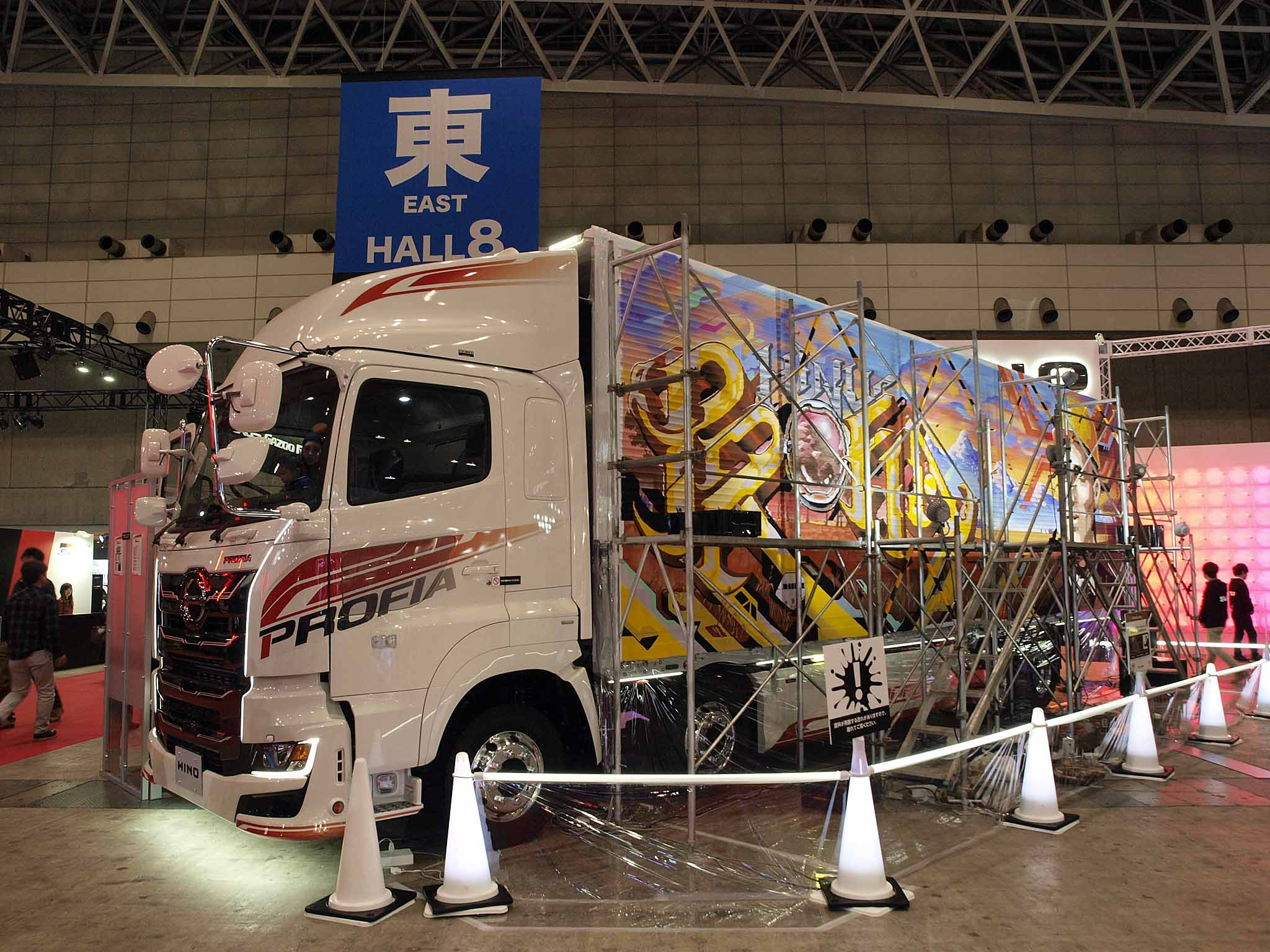
3代目プロフィアFW 東京オートサロン2018展示車
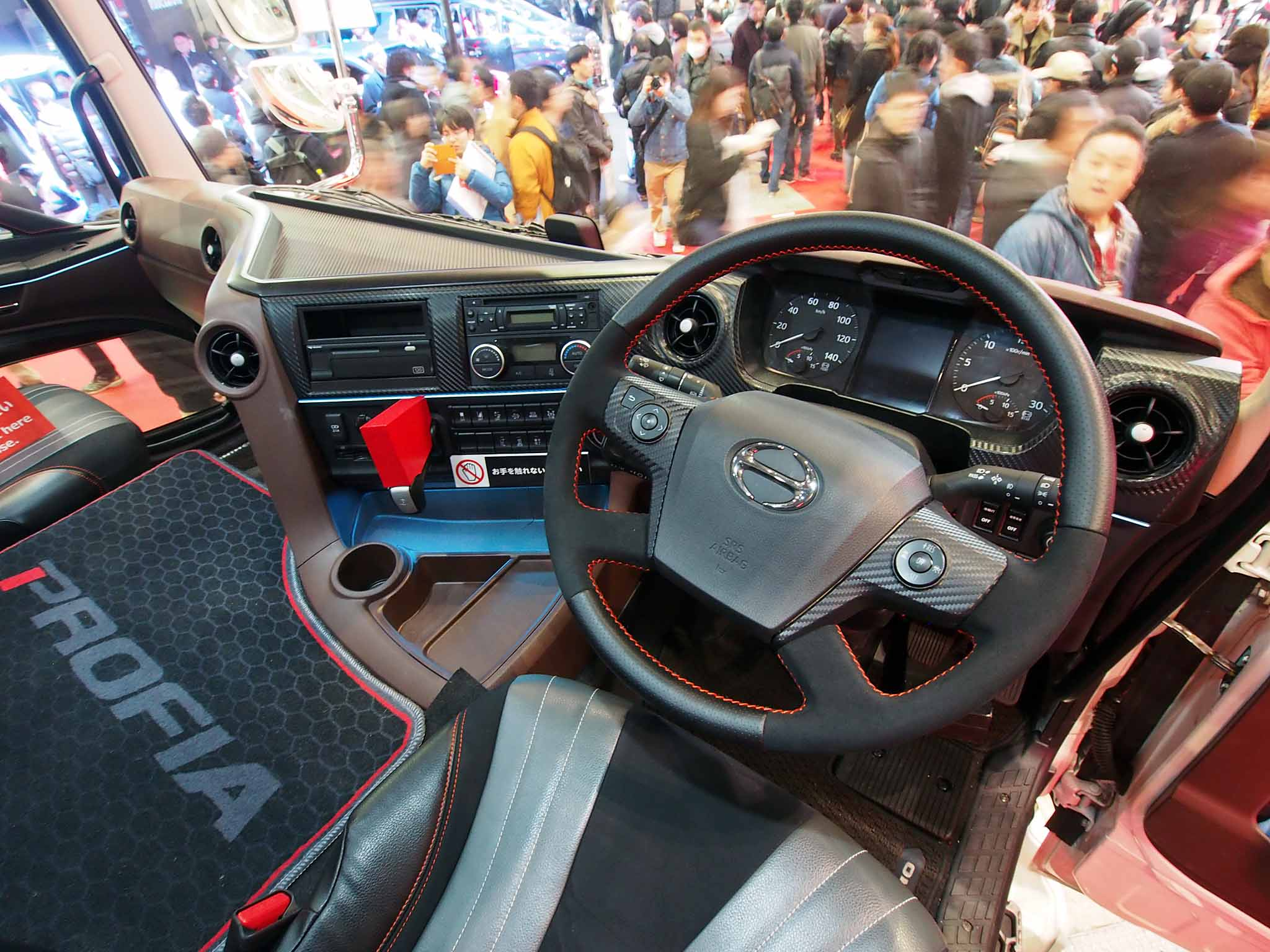
運転席
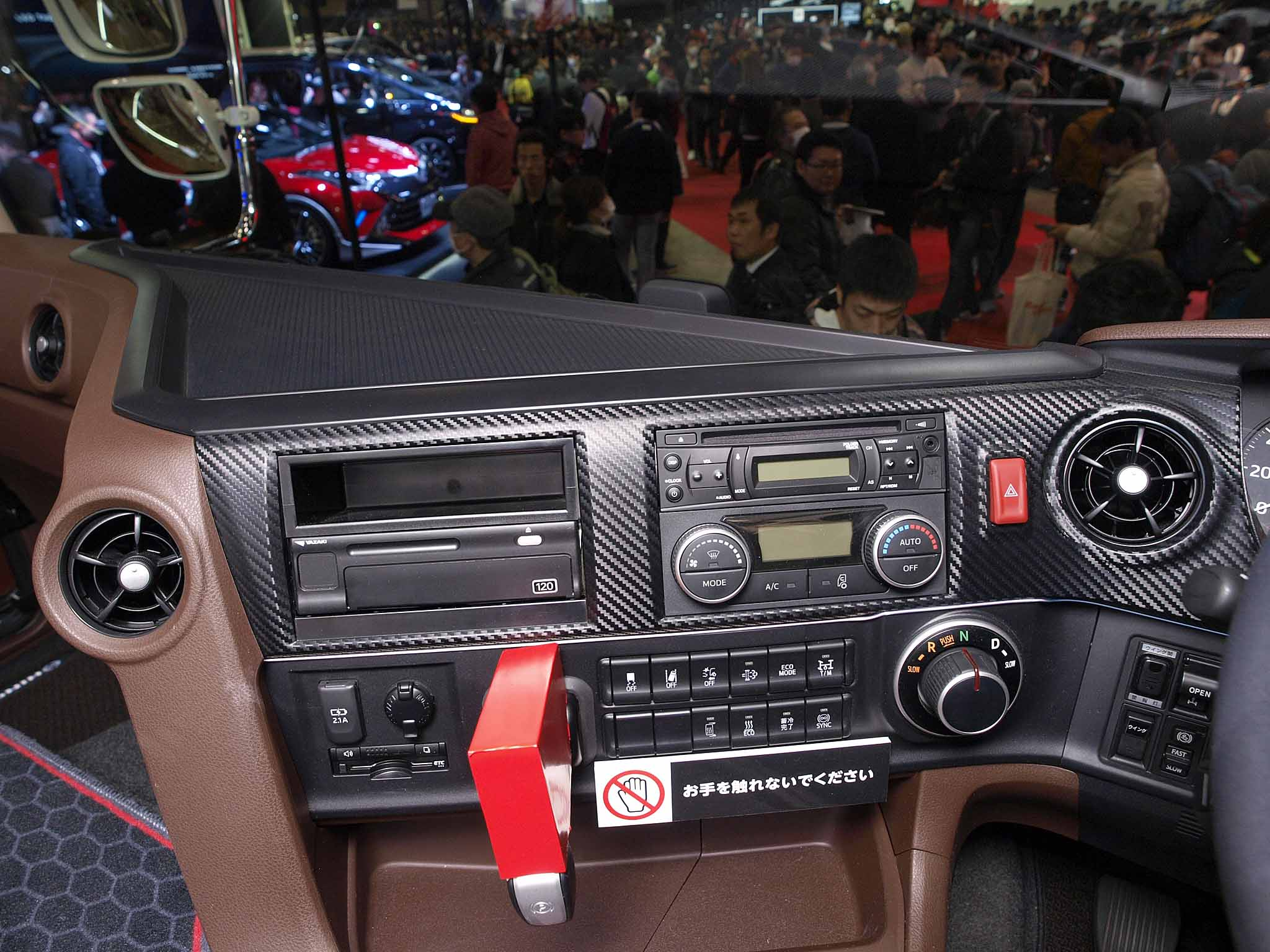
センターコンソール
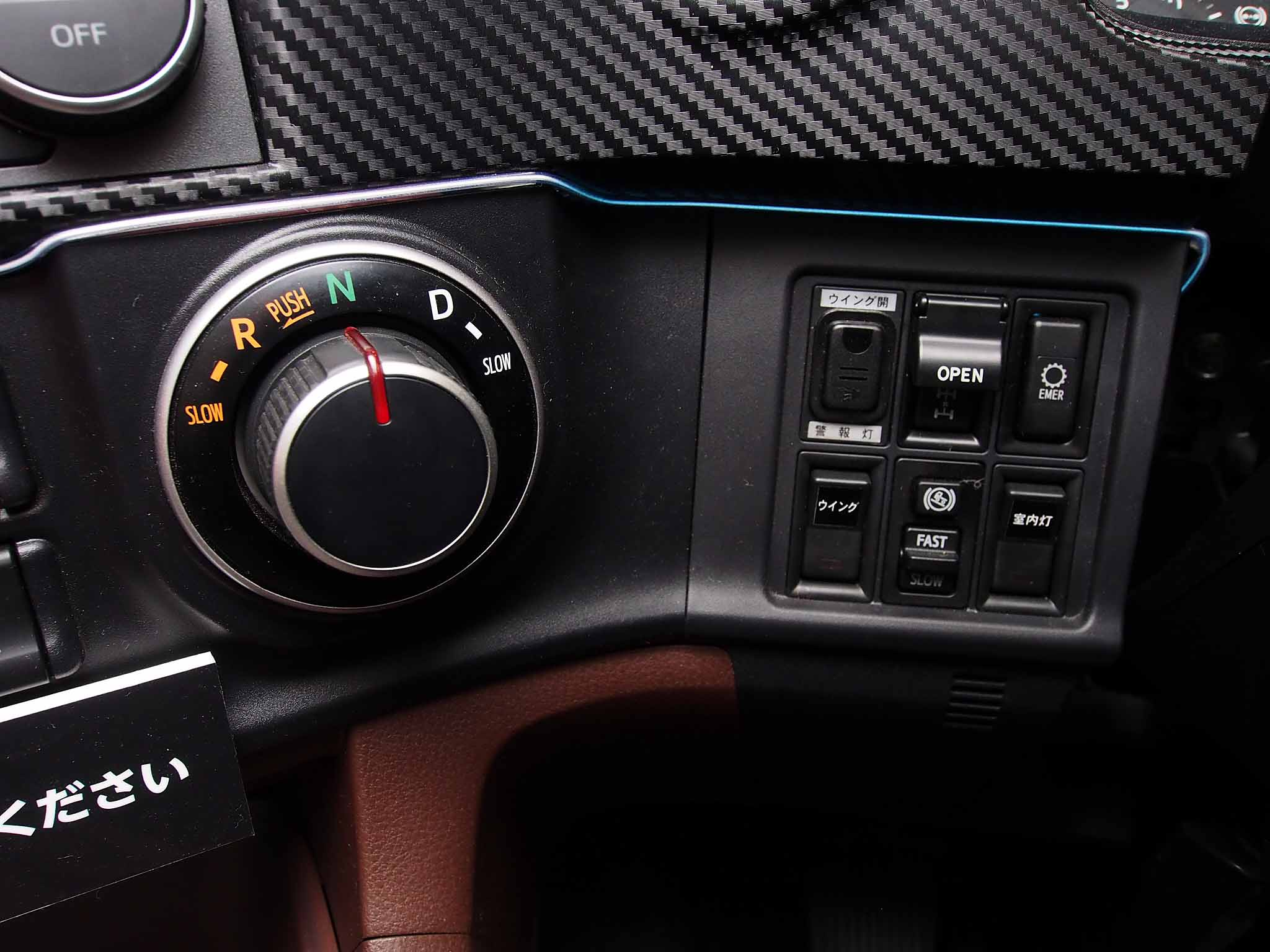
Pro Shiftセレクター
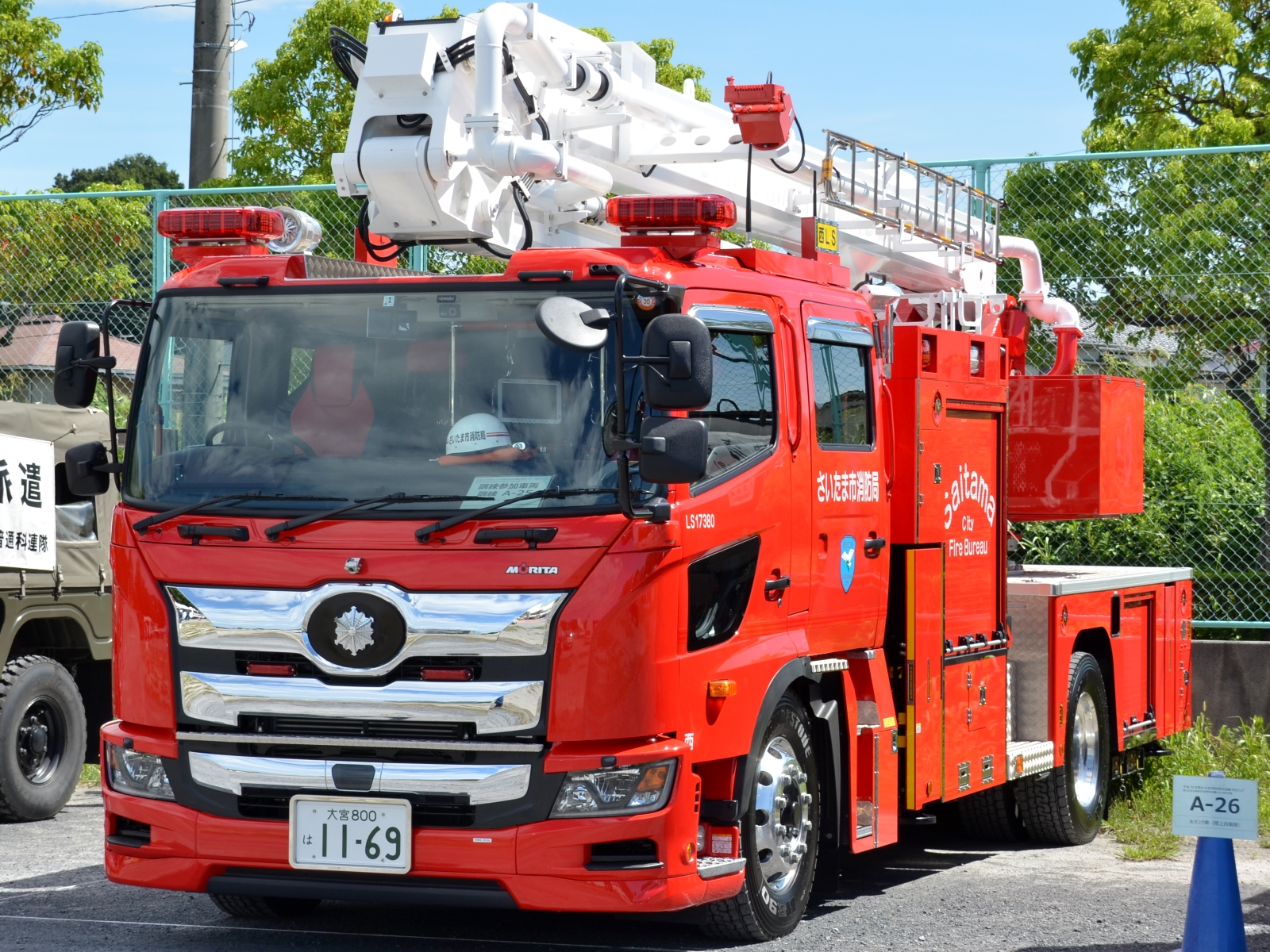
3代目プロフィアFH 消防車
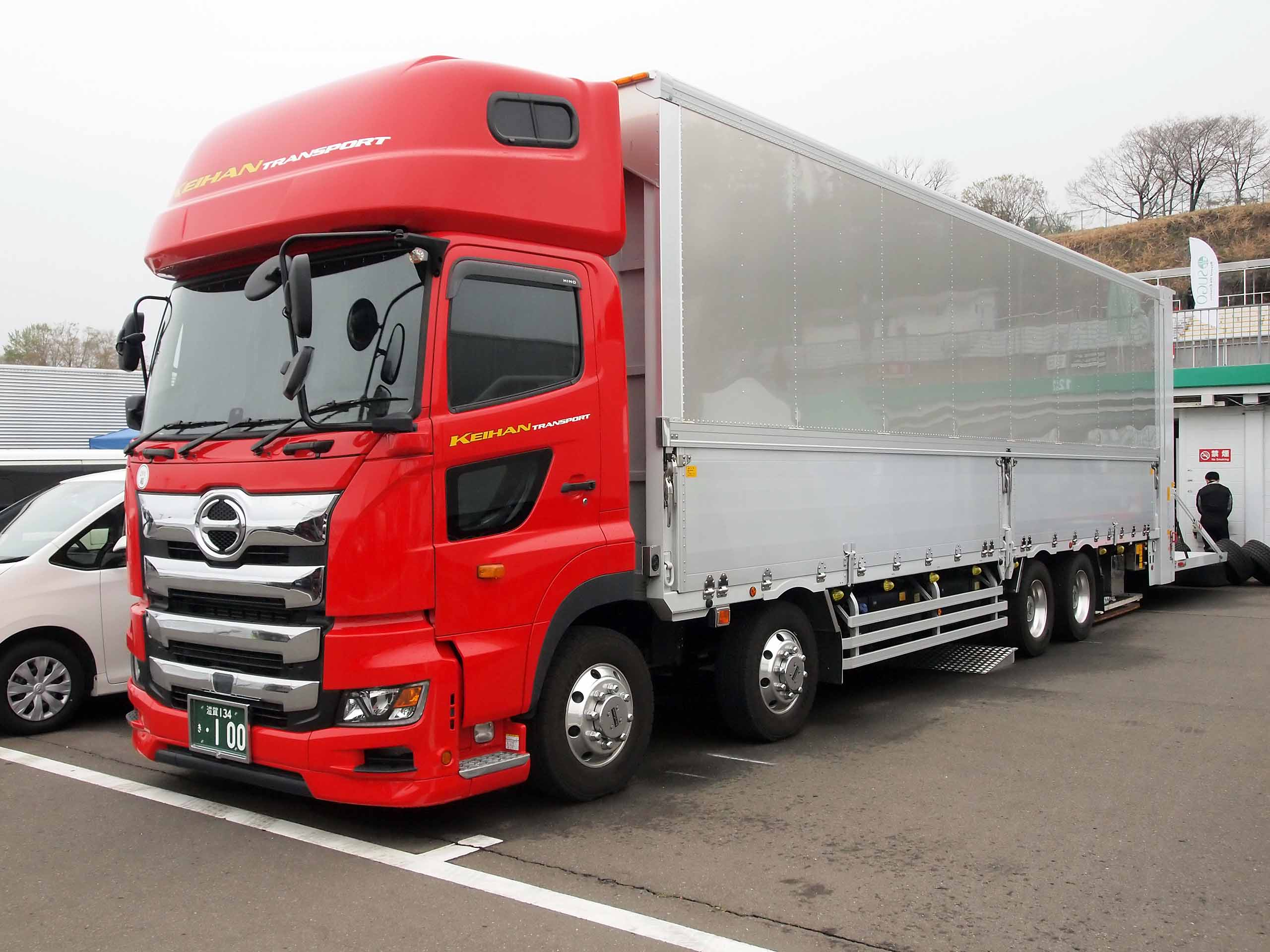
3代目プロフィアFW ショートキャブ・スーパーハイルーフ装着車
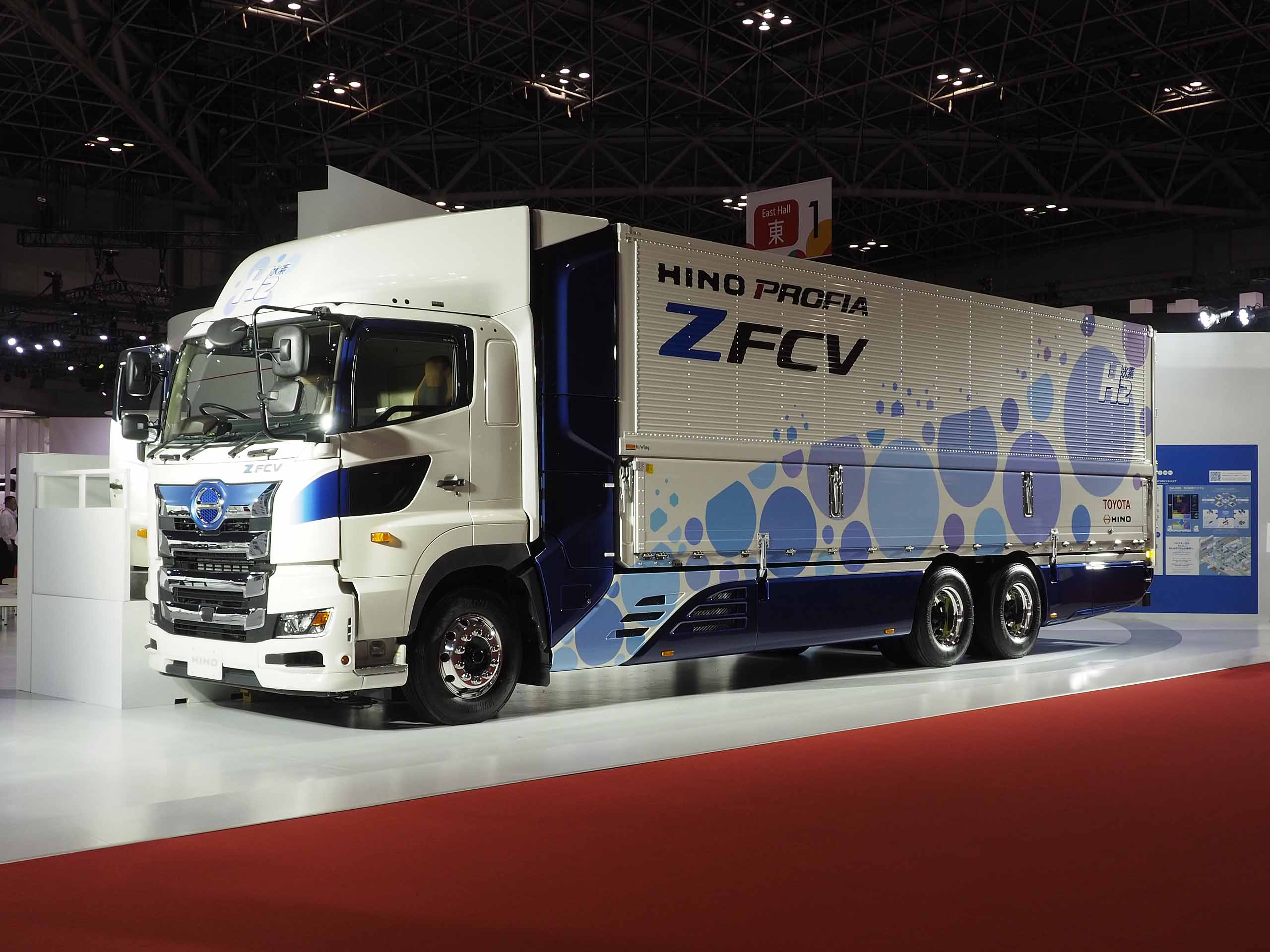
プロフィアZ FCV ジャパンモビリティショー2023展示車

## ラインアップ

### カーゴ・ダンプ
- FH：高床2軸車（4×2）
- FR：高床3軸車（6×2後輪2軸） ※1デフ、トラニオンサスおよびエアサス
- FP：高床3軸車（6×2後輪2軸） ※1デフ、Zサス
- FN：高床3軸車（6×2前輪2軸）
- GN：高床3軸車（6×2前輪2軸） ※タンクローリ及びコンテナシャーシ(2代目まで)
- FS：高床3軸車（6×4後輪2軸） ※2デフ
- FQ：低床3軸車（6×4後輪2軸） ※2デフ
- FW：低床4軸車（8×4）
- FZ：高床2軸車（4×4）        ※スーパードルフィンプロフィアのみ、全輪駆動車の設定あり
- FU：高床3軸車（6×6後輪2軸） ※スーパードルフィンプロフィアのみ、全輪駆動車の設定あり

※FWには競走馬専用運搬車用シャーシあり
※全輪駆動車は生産台数があまりにも少ないのでスーパードルフィンプロフィアのみ生産され、2003年よりUDトラックス（旧:日産ディーゼル）から除雪車などのベース車となる大型全輪駆動車のOEM供給を受けている。(2005年まではビッグサム、2005年からはクオンがベース)

### 海外専用モデル
- FY：高床4軸車（8×4）
- ZY：超高床4軸車（8×4）
- ZS：超高床3軸車（6×4） 特殊なホイールを装着

### セミトラクター
- SH：4×2 ※1デフ

汎用、海上コンテナ用、ローリー用、車載用、亀の子車載用の設定あり
- SS：6×4 ※2デフ

なお、カーゴ、ダンプ以外のトラクターやセミトラクターにはスーパードルフィンプロフィア及びプロフィアのエンブレムは装着されていない。

## ポール・フルトラクター
- FS:6×4

W尺（フルトラクター用）
R尺（ポールトラクター用）
- FN:6×2（前2軸）

W尺（フルトラクター用）

## キャブ
- フルキャブ標準

キャブ位置標準仕様
キャブ位置低仕様：FR、FH、FS（ミキサー）、SH（亀の子車載）のP11C・A09Cエンジン搭載車
- フルキャブハイルーフ
- ショートキャブ標準（SHはローリー、31ftコンテナ向けA09Cエンジン搭載車のみ）
- ショートキャブ・スーパーハイルーフ（キャブのルーフ部にベッドスペースを設けた仕様）

## グレード
- 実用仕様

ハロゲンヘッドランプ、運転席マニュアルウィンド、ベッドレスなど、装備を簡素化した仕様
- 標準仕様
- ハイグレード（FS,FR,FWのGVW25t、FQのGVW23t、SH,SSに設定）

スキャニング・クルーズシステム、蓄冷式冷房装置など、標準仕様にはオプション設定される高機能な装備を装着した仕様

## 搭載エンジン
「区分」は各エンジンに付けられた記号であり、車種ごとの型式から搭載エンジンを判別できるものである。例えば、KC-SH4FDCAの場合、「4F」はF21Cエンジン搭載車となる。
| 区分 | エンジン型式 | 形態・方式                           | 排気量(cc) | 出力帯(PS)                  | 搭載期間  |
| ---- | ------------ | ------------------------------------ | ---------- | --------------------------- | --------- |
| 1A   | A09C         | 直6・インタークーラーターボ          | 8,866      | 300/320/360/380             | 2007-     |
| 1E   | E13C         | 直6・インタークーラーターボ          | 12,913     | 360/380/410/450/460/480/520 | 2003-     |
| 1F   | F17D         | V8・NA／インタークーラーツインターボ | 16,745     | 310・450・520・560          | 1992-2003 |
| 1K   | K13C         | 直6・インタークーラーターボ          | 12,882     | 360・410                    | 1992-2003 |
| 2K   | K13D         | 直6・NA                              | 13,267     | 270                         | 1994-2000 |
| 2P   | P11C         | 直6・インタークーラーターボ          | 10,520     | 300・325・340・360          | 1992-2007 |
| 2F   | F17E         | V8・NA                               | 17,238     | 340                         | 1992-1995 |
| 3F   | F20C         | V8・NA                               | 19,688     | 355・380                    | 1992-2000 |
| 4F   | F21C         | V8・NA                               | 20,781     | 360・390・430               | 1994-2003 |
| 1V   | V22C         | V10・NA                              | 21,548     | 410                         | 1992-1995 |
| 2V   | V25C         | V10・NA                              | 24,610     | 450・480                    | 1992-1995 |
| 3V   | V26C         | V10・NA                              | 25,977     | 480                         | 1995-2003 |

## 生産拠点
- 日野自動車 ・日野工場(2018年まで)・古河工場
- 広汽日野自動車有限公司 ・從化工場
- 国瑞汽車股份有限公司 ・観音工場
- Harris Hino Ireland factory

## メーカー完成車シリーズ（VQシリーズ）荷台メーカー
- VQウイングバン - トランテックス、パブコ、日本フルハーフ、日本トレクス（トランテックス製はFRフルキャブとFWフルキャブ・ショートキャブのみ設定。パブコ製・日本フルハーフ製・日本トレクス製はFRフルキャブとFWフルキャブのみ設定）
- ウイングバンVQプラス - トランテックス（長尺ボデーはショートキャブのみ設定。他のタイプはフルキャブのみ設定）
- ダンプ完成車シリーズ - 新明和工業、極東開発工業、小平産業（メーカー完成車はFS・GVW20tのみ（A09C-VJエンジン搭載車は除く））
- ミキサー完成車シリーズ  - KYB（ローキャブは標準設定、ハイキャブはオプション設定）
  - VQウイングバンはレンジャーに設定がない日本トレクス製も設定している。トランテックス製VQウイングバンの製造・架装は、トランテックス本社工場におけるキャブ付きシャシーへの架装から、日野自動車古河工場でシャシー組立からボディ架装まで行う一貫生産へ移行する予定である[19][20]。ダンプ完成車シリーズはレンジャーに設定がない小平産業製も設定しているが、FS・GVW20tのA09C-VJエンジン搭載車はキャブ付き完成シャシーによる架装対応となる。ミキサー完成車シリーズは、レンジャーは新明和工業製も設定しているが、プロフィアはKYB製のみの設定となる。ミキサー完成車シリーズは、車両重量によってはアルミホイールしか装着できない場合がある。

## モータースポーツ
スーパードルフィンプロフィアの全輪駆動車は、ダカール・ラリーに参戦している日野チームスガワラのアシスタントトラック（レンジャーのサポートカー）としてプロフィアにモデルチェンジされた後も2013年大会まで引き続き参加していたが、2014年大会からは700シリーズZS（6×4・プロフィアの海外仕様）へ変更された。